# Yunnan-Spitzmausmaulwurf
Der Yunnan-Spitzmausmaulwurf (Uropsilus investigator) ist eine Säugetierart aus der Gattung der Spitzmausmaulwürfe (Uropsilus) innerhalb der Maulwürfe (Talpidae). Er kommt endemisch im Norden der chinesischen Provinz Yunnan vor. Dort bewohnt er die Hochgebirgslandschaften des Gaoligong Shan und nutzt sowohl offene Wiesenflächen als auch Waldgebiete. Über die Lebensweise der Tiere ist ansonsten kaum etwas bekannt. Äußerlich ähneln sie wie andere Angehörige der Gattung auch weitgehend den Spitzmäusen, was durch ihren langen Körper, den sehr langen Schwanz, äußerlich sichtbare Ohren sowie die spitze Schnauze hervorgehoben wird. Arttypisch ist das sehr dunkle Fell. Wissenschaftlich benannt wurde der Yunnan-Spitzmausmaulwurf im Jahr 1922. Teilweise galt er anderen Vertretern der Gattung zugehörig, jedoch untermauern genetische Analysen seit den 2010er Jahren die Eigenständigkeit der Art. Über die Gefährdung des Bestandes liegen keine Informationen vor.

## Merkmale

### Habitus
Der Yunnan-Spitzmausmaulwurf weist eine Kopf-Rumpf-Länge von 6,7 bis 8,3 cm und eine Schwanzlänge von 5,4 bis 7,5 cm auf. Die Hinterfüße werden 1,3 bis 1,6 cm lang, die Ohren 0,8 bis 1,0 cm. Wie bei allen Spitzmausmaulwürfen erinnert das Erscheinungsbild stark an das der Spitzmäuse, was durch die allgemeine Körperform, die spitze, langgestreckte Schnauze und den langen Schwanz hervorgerufen wird. Dadurch bestehen weniger Ähnlichkeiten zu den anderen, zumeist grabenden Maulwürfen. Insgesamt zeigt der Yunnan-Spitzmausmaulwurf deutliche Übereinstimmungen mit dem Chinesischen Spitzmausmaulwurf (Uropsilus gracilis). Er unterscheidet sich von diesem durch seine größeren Ausmaße und die dunklere, fast schwarze Fellfarbe.

### Schädel- und Gebissmerkmale
Der Schädel erreicht eine Länge von 20 bis 22,4 mm, im Bereich der Warzenfortsätze ist er 10,9 bis 11,5 mm breit. Die Breite des Rostrums liegt bei 10,2 bis 10,6 mm, während der Schädel an der Orbita auf rund 5,9 mm Breite einzieht. Der Gaumen ist 9,5 bis 10,3 mm lang. Im Vergleich zum Chinesischen Spitzmausmaulwurf ist der Schädel beim Yunnan-Spitzmausmaulwurf länger und am Hirnschädel breiter. Das Gebiss setzt sich aus 38 Zähnen zusammen, die folgende Zahnformel bilden: {\displaystyle {\frac {2.1.4.3}{1.1.4.3}}}. Im Gebissaufbau bestehen so deutliche Übereinstimmungen zum Schwarzrücken-Spitzmausmaulwurf (Uropsilus atronates), zum Yulong-Spitzmausmaulwurf (Uropsilus nivatus) und zum Chinesischen Spitzmausmaulwurf sowie zum Dabieshan-Spitzmausmaulwurf (Uropsilus dabieshanensis). Abweichend vom Anderson-Spitzmausmaulwurf (Uropsilus andersoni), der eine gleich hohe Zahnanzahl aufweist, kommt bei den anderen genannten Formen ein zusätzlicher Prämolar im Unterkiefer vor, während ein Schneidezahn fehlt. Die anderen, bisher bekannten Spitzmausmaulwürfe haben einen davon abweichenden Gebissaufbau. Die Länge der oberen Zahnreihe variiert beim Yunnan-Spitzmausmaulwurf zwischen 9,2 und 9,8 mm, die untere zwischen 8,6 und 9,0 mm.

## Verbreitung und Lebensraum

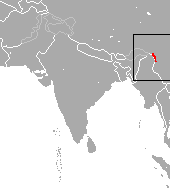
Verbreitungsgebiet des Yunnan-Spitzmausmaulwurfs

Der Yunnan-Spitzmausmaulwurf ist in Ostasien verbreitet und kommt endemisch in der südchinesischen Provinz Yunnan vor. Die Hauptnachweisgebiete liegen im Norden der Provinz in der kreisfreien Stadt Tengchong und im Autonomen Bezirk Nujiang. Dort tritt der Yunnan-Spitzmausmaulwurf vor allem im Gaoligong Shan auf. Der weitgehend von Nord nach Süd verlaufende Hochgebirgszug bildet die Wasserscheide zwischen den Flussläufen des Saluen und des Irrawaddy. Als Habitate nutzen die Tiere offene Bergweiden, wo ein größerer Teil der bekannten Sichtungen erfolgte. Einige Exemplare wurden auch in Fichtenwäldern beobachtet. Die Höhenlagen reichen von 3600 bis 4600 m über dem Meeresspiegel. Ob die Art auch im benachbarten Myanmar anwesend ist, kann nicht eindeutig gesagt werden. Für dort gefangene Individuen ist eine taxonomische Überprüfung notwendig, da neben dem Yunnan-Spitzmausmaulwurf auch der Schwarzrücken-Spitzmausmaulwurf (Uropsilus atronates) und der Yulong-Spitzmausmaulwurf (Uropsilus nivatus) in Frage kommen. Im Gaoligong Shan sind alle drei Arten dokumentiert.

## Lebensweise
Über die Lebensweise des Yunnan-Spitzmausmaulwurfs liegen wie bei allen Arten der Gattung kaum Angaben vor. Wie die anderen Spitzmausmaulwürfe lebt er wohl überwiegend am Boden.

## Systematik
Der Yunnan-Spitzmausmaulwurf wird als eigenständige Art innerhalb der Spitzmausmaulwürfe (Uropsilus) eingeordnet. Die Gattung besteht gegenwärtig aus etwa einem Dutzend Vertretern, könnte nach genetischen Analysen aber aufgrund zahlreicher kryptischer Arten eine fast doppelt so hohe Anzahl einschließen. Sie wird der Familie der Maulwürfe (Talpidae) zugeordnet und gehört innerhalb dieser der eigenen Unterfamilie der Uropsilinae als momentan einziges Mitglied an. Die Uropsilinae sind relativ urtümliche Maulwürfe. Sie vereint ein spitzmausartiges Erscheinungsbild mit langem Schwanz und sichtbaren Ohren. Ihre seitlich gepressten Krallen lassen Grabetätigkeiten nur schwer zu, so dass die Tiere weitgehend oberirdisch anzutreffen sind. Ursprünglich war die Gruppe weit über Eurasien verbreitet, heute hingegen beschränkt sich ihr Vorkommen auf kleine, zumeist gebirgige Refugien im östlichen und südöstlichen Asien. Insgesamt sind die Uropsilinae nur wenig erforscht, was sowohl die Lebensweise als auch die Artenvielfalt sowie die systematische Untergliederung anbelangt. Für letzteres wurden in der forschungsgeschichtlichen Vergangenheit wenigstens drei unterschiedliche Gattungen etabliert, ihre Abtrennung voneinander basiert auf der Zahnanzahl (Uropsilus mit 34 sowie Nasillus und Rhynchonax mit je 38 Zähnen in unterschiedlicher Anordnung). Nach molekulargenetischen Untersuchungen spalteten sich die Spitzmausmaulwürfe bereits im Mittleren Eozän vor rund 47 Millionen Jahren von den anderen Linien der Maulwürfe ab. Eine stärkere Diversifizierung der Gattung selbst erfolgte aber erst im Übergang vom Miozän zum Pliozän vor etwa 6,8 Millionen Jahren. Im Stammbaum steht der Yunnan-Spitzmausmaulwurf allen anderen Angehörigen der Gattung als Schwestergruppe gegenüber.

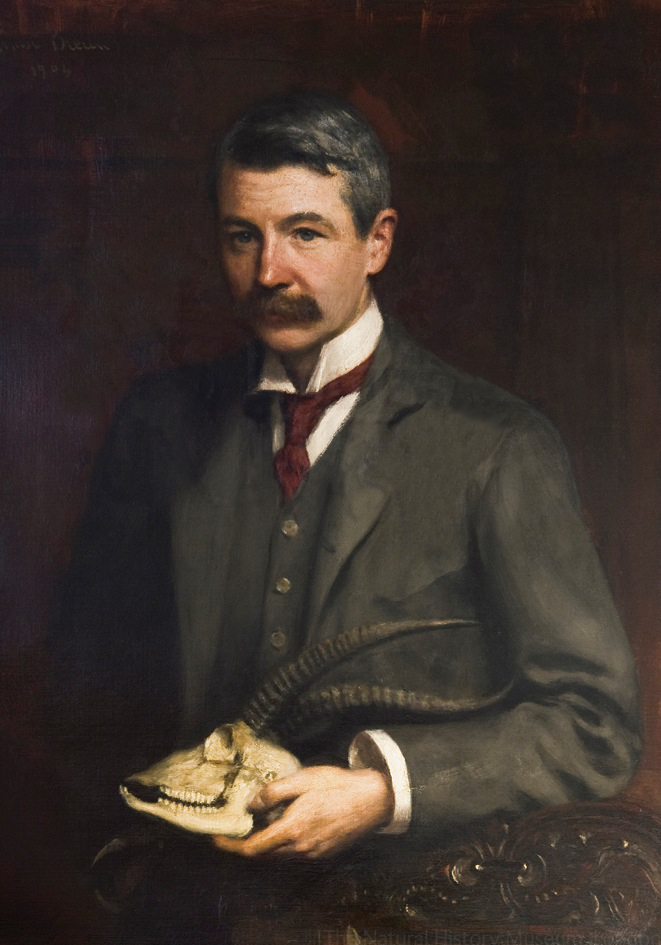
Oldfield Thomas

Die wissenschaftliche Erstbeschreibung erfolgte durch Oldfield Thomas im Jahr 1922. Er hatte dafür rund ein halbes Dutzend Individuen zur Verfügung. Fünf davon stammen aus dem Gaoligong Shan im Norden der südchinesischen Provinz Yunnan und waren im Jahr zuvor von George Forrest während einer Expedition nach China gesammelt worden. Der Holotyp ist ein nicht ausgewachsenes weibliches Tier, es wurde in einer Höhenlage von 3353 m über dem Meeresspiegel entdeckt. Thomas gab die Typuslokalität mit der Wasserscheide zwischen dem Irrawaddy und dem Saluen an (Kiu-kiang-Salween-divide, wobei Kiu-kiang der Shan-Name für den Irrawaddy ist). Ein weiteres Exemplar soll an der Wasserscheide zwischen den Saluen und dem Mekong in über 4260 m Höhe gefangen worden sein. Als wissenschaftlichen Namen nutzte Thomas Nasillus investigator. Die Gattung Nasillus war von ihm selbst gut zehn Jahre zuvor eingeführt worden. Er unterschied sie aufgrund einer abweichenden Gebissstruktur von Uropsilus.
Während Glover Morrill Allen Ende der 1930er Jahre noch weitgehend Thomas folgte, wurde nachfolgend die Eigenständigkeit des Yunnan-Spitzmausmaulwurfs angezweifelt. John Reeves Ellerman und Terence Charles Stuart Morrison-Scott ordneten ihn in den 1950er und 1960er Jahren als Unterart des Sichuan-Spitzmausmaulwurfs (Uropsilus soricipes) ein. Dahingegen erkannte Robert S. Hoffmann in einer Revision der Spitzmausmaulwürfe aus dem Jahr 1984 stärkere Übereinstimmungen im Gebissaufbau mit dem Chinesischen Spitzmausmaulwurf (Uropsilus gracilis) und setzte den Yunnan-Spitzmausmaulwurf als dessen Unterart ein. Dies wurde von einigen chinesischen Wissenschaftlern angezweifelt, die einzelne Unterschiede benannten und beide Formen nicht als conspezifisch, sondern eher sympatrisch annahmen. Die Meinung wurde im Jahr 2005 auch vom Standardwerk Mammal Species of the World übernommen. Gleiches tätigte der achte Band des Handbook of the Mammals of the World im Jahr 2018. Dies geschah aber bereits vor dem Hintergrund genetischer Untersuchungen, die seit den 2010er Jahren an Spitzmausmaulwürfen durchgeführt wurden und die Ansicht bestätigten, dass der Yunnan-Spitzmausmaulwurf eine eigenständige Art darstellt.

## Bedrohung und Schutz
Die IUCN ordnet den Yunnan-Spitzmausmaulwurf keiner Gefährdungsstufe zu, sondern listet ihn unter „ungenügende Datengrundlage“ (data deficient). Dies geschieht aufgrund fehlender Informationen zur Bestandsgröße, den ökologischen Ansprüchen der Tiere und eventuell vorhandener Gefährdungen. Die Art kommt im Nujiang-Naturreservat vor.